# Peter Sobotta
Peter Sobotta (ur. 11 stycznia 1987 w Zabrzu) – niemiecki zawodnik MMA wagi półśredniej, pochodzący z Polski. Aktualnie zawodnik największej organizacji na świecie UFC.

## Życiorys
Sobotta urodził się w Zabrzu. Będąc jeszcze dzieckiem wraz z rodzicami przeniósł się na stałe do Niemiec, a dokładniej do Balingen. Tam też rozpoczął swoją przygodę ze sportami walki zapisując się na sekcje judo oraz taekwondo. Potem zaczął trenować boks tajski oraz brazylijskie jiu-jitsu, gdy otwarto w pobliżu jego rodzinnego miasta klub MMA. Część jego rodziny m.in. dziadkowie mieszkają w Gliwicach.

## Przeszłość sportowa
Sobotta jest wielokrotnym zwycięzcą zawodów i turniejów w brazylijskim jiu-jitsu oraz submission wrestlingu na terenie Niemiec. Największe sukcesy to tryumf w Mistrzostwach Niemiec BJJ w 2006 i 2007 roku, zwycięstwo w Mistrzostwach Południowych Niemiec BJJ z 2007 i 2008 roku oraz 1. miejsce na Mistrzostwach Niemiec w submission wrestlingu z 2008 roku.

## Kariera MMA

### Wczesna kariera i walki w Niemczech

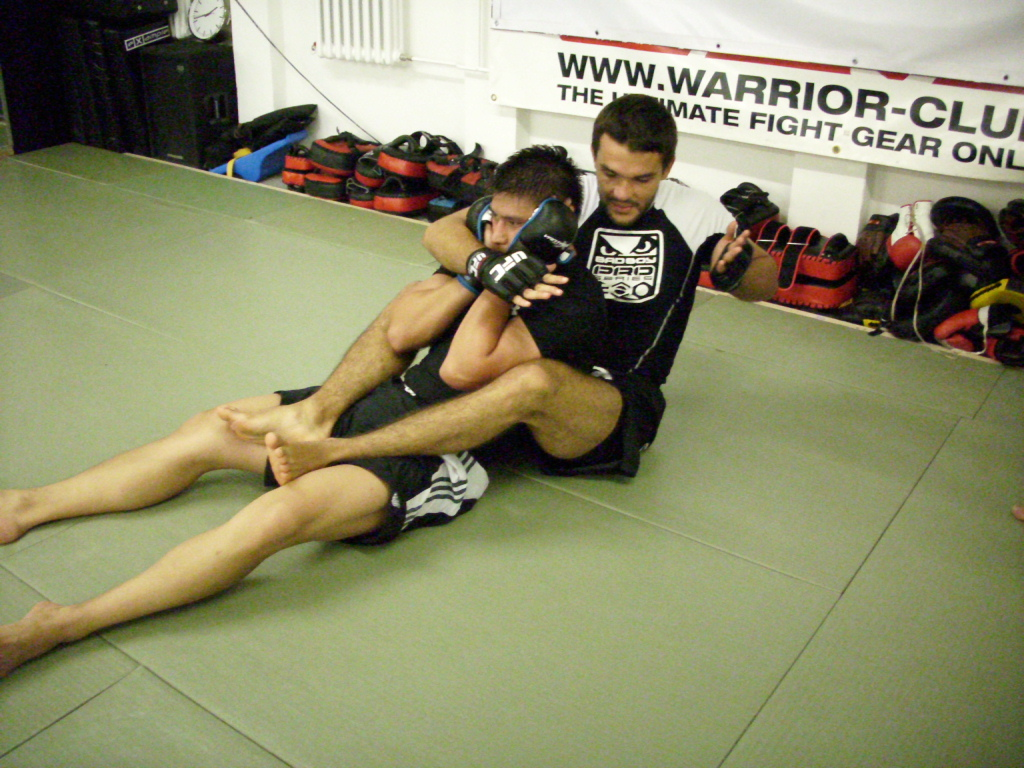
Peter Sobotta (z prawej) podczas seminarium MMA w Hamburgu (2010)

Sobotta zadebiutował w MMA w 2004 roku mając ówcześnie 17 lat. W swoim debiucie pokonał Christiana Brucknera już w 1. rundzie poddając go dźwignią prostą na staw łokciowy. 
Dwa lata później wystartował w turnieju organizowanym przez federację Free Fight Championship. W półfinale turnieju wygrał z Hendrikiem Nitzsche przez techniczny nokaut w 1. rundzie, ale w finale turnieju uległ na 5 sekund przed końcem 2. rundy Nelsonowi Siegertowi. 
Niecałe dwa lata później w 2008 roku ponownie wystąpił w turnieju organizowanym przez FFC. Tym razem Sobotta zwyciężył w całym turnieju, najpierw błyskawicznie wygrywając przez TKO w 38 sekund z Simonem Fiessem, a następnie w finale poddając duszeniem trójkątnym Dominiqua Stetefelda.

### Występ w KSW i początki w UFC
Jeszcze w tym samym roku 13 września pokonał przez TKO (ciosy pięściami) pochodzącego z Czeczenii Kierima Abzaiłowa na gali KSW Extra w Dąbrowie Górniczej.
Po zwycięstwie nad Abzaiłowem związał się z czołową organizacją MMA na świecie – Ultimate Fighting Championship. Zadebiutował w niej 13 czerwca 2009 roku na gali UFC 99 która odbywała się w Kolonii. Rywalem Sobotty był Anglik, Paul Taylor. Po 3. rundach sędziowie jednogłośnie wskazali zwycięstwo Taylora. 
Kolejny pojedynek w amerykańskiej organizacji stoczył rok później, 12 czerwca na UFC 115. Sobotta odnotował drugą porażkę z rzędu, ulegając na punkty kolejnemu Anglikowi, Jamesowi Wilksowi. 
Swoją ostatnią walkę w UFC stoczył 13 listopada 2010 roku na gali UFC 122 w Oberhausen. Sobotta przegrał wtedy przez decyzję sędziów ze zwycięzcą 7 sezonu The Ultimate Fighter Amerykaninem, Amirem Sadollahem. Po tej porażce został zwolniony z UFC.

### MMA Attack
Po ponad rocznej przerwie od startów w MMA, powrócił do klatki na gali MMA Attack 1, która odbyła się 5 listopada w Warszawie. Jego rywalem był Borys Mańkowski. Po bardzo wyrównanym pojedynku ale z nieznaczną przewagą Sobotty sędziowie orzekli zwycięstwo Mańkowskiego. Narożnik Sobotty nie zgadzając się z werdyktem, złożył po walce protest do organizatorów odwołując się od decyzji sędziów punktowych. 22 grudnia 2011 roku ostatecznie organizatorzy gali postanowili pozytywnie rozpatrzyć protest – zmieniając wynik pojedynku Sobotta vs Mańkowski na remisowy.
27 kwietnia 2012 roku zwyciężył Hiszpana Juana Manuela Suareza na gali MMA Attack 2 w Katowicach, poddając go w 1. rundzie duszeniem zza pleców. Sobotta w tym pojedynku oficjalnie reprezentował Polskę.

### Turniej Casino Fight Night i powrót do UFC
10 listopada tego samego roku zwyciężył w turnieju Casino Fight Night 3 pokonując przed czasem trzech rywali. 26 października 2013 miał zmierzyć się z Norwegiem Simeonem Thoresenem na gali MMA Attack 4 w Gdańsku ale pojedynek jak i cała gala została całkowicie odwołana z powodu małego zainteresowania kibiców oraz wycofaniem się głównych sponsorów. Sobotta by nie zmarnować całego okresu przygotowawczego na pojedynek w Polsce do której nie doszło, wziął walkę na lokalnej niemieckiej gali Gladiator FC, ale również i do tej walki nie doszło z powodu poważnego zatrucia żołądkowego po którym Sobotta znalazł się w szpitalu gdzie przeszedł pięciogodzinną operację.
Od 2014 ponownie związany z UFC, notując do tej pory trzy zwycięstwa m.in. nad Pawłem Pawlakiem i Nicolasem Dalbym oraz jedną porażkę z Kyle’em Noke.
25 lipca 2020 po przegranej walce z Brazylijczykiem Alexem Oliveirą, ogłosił na swoim Facebooku że kończy swoją przygodę z MMA.

## Osiągnięcia

### Mieszane sztuki walki
- 2006: półfinalista turnieju FFC: Battle for the Belt
- 2008: zwycięzca turnieju East German Championships
- 2012: zwycięzca turnieju Casino Fight Night 3
- 2012: Herakles w kategorii "Walka Roku" 2011 (z Borysem Mańkowskim podczas gali MMA Attack 1)[19]

## Lista zawodowych walk w MMA
| Wynik     | Bilans | Przeciwnik (bilans przed walką) | Rozstrzygnięcie                             | Runda | Czas | Rozgrywki                                   | Data       | Miejsce          | Uwagi |
| --------- | ------ | ------------------------------- | ------------------------------------------- | ----- | ---- | ------------------------------------------- | ---------- | ---------------- | --- |
| Przegrana | 17-7-1 | Alex Oliveira (21-8-1)          | Decyzja (jednogłośna)                       | 3     | 5:00 | UFC on ESPN: Whittaker vs. Till             | 25.07.2020 | Abu Dhabi        | |
| Przegrana | 17-6-1 | Leon Edwards (14-3)             | TKO (ciosy pięściami)                       | 3     | 4:59 | UFC Fight Night: Werdum vs. Volkov          | 17.03.2018 | Londyn           | |
| Wygrana   | 17-5-1 | Ben Saunders (21-7-2)           | TKO (kolano na głowę)                       | 2     | 2:30 | UFC Fight Night: Gustafsson vs. Teixeira    | 28.05.2017 | Sztokholm        | |
| Wygrana   | 16-5-1 | Nicolas Dalby (14-1-1)          | Decyzja (jednogłośna)                       | 3     | 5:00 | UFC Fight Night: Arlovski vs. Barnett       | 03.09.2016 | Hamburg          | |
| Przegrana | 15-5-1 | Kyle Noke (21-7-1)              | TKO (kopnięcie na korpus i ciosy pięściami) | 1     | 2:01 | UFC 193                                     | 15.11.2015 | Melbourne        | |
| Wygrana   | 15-4-1 | Steven Kennedy (22-6)           | Poddanie (duszenie zza pleców)              | 1     | 2:04 | UFC Fight Night: Jędrzejczyk vs. Penne      | 20.06.2015 | Berlin           | |
| Wygrana   | 14-4-1 | Paweł Pawlak (10-0)             | Decyzja (jednogłośna)                       | 3     | 5:00 | UFC Fight Night: Munoz vs. Mousasi          | 31.05.2014 | Berlin           | |
| Wygrana   | 13-4-1 | Tamirlan Dadajew (14-3)         | Poddanie (duszenie zza pleców)              | 1     | 2:10 | Casino Fight Night 3                        | 10.11.2012 | Erfurt           | Zwyciężył turniej Casino Fight Night 3                                                                                         |
| Wygrana   | 12-4-1 | Mustafa Asmaoui (1-1)           | Poddanie (duszenie zza pleców)              | 1     | 3:36 | Casino Fight Night 3                        | 10.11.2012 | Erfurt           | Półfinał turnieju Casino Fight Night 3                                                                                         |
| Wygrana   | 11-4-1 | Branimir Radosawljewicz (1-0)   | Poddanie (duszenie zza pleców)              | 1     | 0:35 | Casino Fight Night 3                        | 10.11.2012 | Erfurt           | Ćwierćfinał turnieju Casino Fight Night 3                                                                                      |
| Wygrana   | 10-4-1 | Juan Manuel Suarez (12-1)       | Poddanie (duszenie zza pleców)              | 1     | 2:18 | MMA Attack 2                                | 27.04.2012 | Katowice         | |
| Wygrana   | 9-4-1  | Marius Panin (5-5)              | Poddanie (duszenie zza pleców)              | 1     | 1:20 | EMS – Middleweight Tournament Opening Round | 24.03.2012 | Jassy            | Pierwsza runda turnieju wagi średniej                                                                                          |
| Remis     | 8-4-1  | Borys Mańkowski (10-4)          | Remis (zmiana werdyktu przez organizatora)  | 3     | 3:00 | MMA Attack 1                                | 05.11.2011 | Warszawa         | Początkowo zwycięstwo Borysa przez niejednogłośną decyzję sędziów, komisje sędziowskie postanowiły zmienić werdykt na remisowy |
| Przegrana | 8-4    | Amir Sadollah (3-2)             | Decyzja sędziowska (jednogłośna)            | 3     | 5:00 | UFC 122: Marquardt vs. Okami                | 13.11.2010 | Oberhausen       | |
| Przegrana | 8-3    | James Wilks (6-3)               | Decyzja sędziowska (jednogłośna)            | 3     | 5:00 | UFC 115                                     | 12.06.2010 | Vancouver        | |
| Przegrana | 8-2    | Paul Taylor (9-4-1)             | Decyzja sędziowska (jednogłośna)            | 3     | 5:00 | UFC 99: The Comeback                        | 13.06.2009 | Kolonia          | |
| Wygrana   | 8-1    | Kierim Abzaiłow (4-0)           | TKO (ciosy pięściami)                       | 3     | 1:12 | KSW Extra                                   | 13.09.2008 | Dąbrowa Górnicza | |
| Wygrana   | 7-1    | Dominique Stetefeld (1-1)       | Poddanie (duszenie trójkątne)               | 1     | 4:38 | FFA: Eastern German MMA Championships       | 12.07.2008 | Erfurt           | Zwyciężył turniej East German Championships                                                                                    |
| Wygrana   | 6-1    | Simon Fiess (0-0)               | TKO (ciosy pięściami)                       | 1     | 0:38 | FFA: Eastern German MMA Championships       | 12.07.2008 | Erfurt           | Półfinał turnieju East German Championships                                                                                    |
| Wygrana   | 5-1    | Robin Dutry (1-1)               | Poddanie (dźwignia prosta na staw łokciowy) | 1     | 1:11 | Outsider Cup 9                              | 14.06.2008 | Bielefeld        | |
| Przegrana | 4-1    | Nelson Siegert (2-2)            | Poddanie (ciosy pięściami)                  | 2     | 4:55 | FFC: Battle for the Belt                    | 15.10.2006 | Lipsk            | Finał turnieju FFC: Battle for the Belt                                                                                        |
| Wygrana   | 4-0    | Hendrik Nitzsche (5-6)          | TKO (ciosy pięściami)                       | 1     | 3:15 | FFC: Battle for the Belt                    | 15.10.2006 | Lipsk            | Półfinał turnieju FFC: Battle for the Belt                                                                                     |
| Wygrana   | 3-0    | Peter Micuch (0-0)              | TKO (ciosy pięściami)                       | 1     | 3:15 | FFC: Heaven or Hell                         | 23.04.2006 | Lipsk            | |
| Wygrana   | 2-0    | Peter Salzgeber (0-0)           | Poddanie (duszenie zza pleców)              | 1     | 0:33 | UCS: Fighting Day 2                         | 19.11.2005 | Geislingen       | |
| Wygrana   | 1-0    | Christian Bruckner (0-1)        | Poddanie (dźwignia prosta na staw łokciowy) | 1     | 1:00 | FFC: International MMA Championships        | 24.10.2004 | Lipsk            | Debiut w MMA |